# Armée d'Angleterre

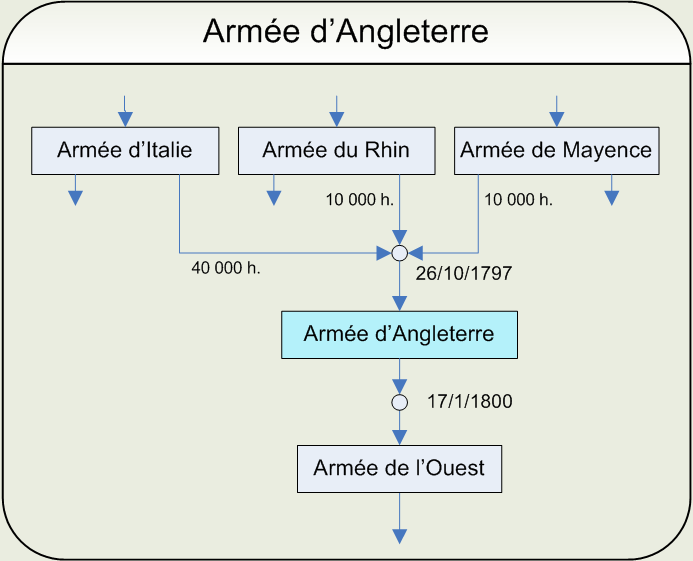
Évolution de l'armée d'Angleterre

L’armée d'Angleterre est une des armées de la République,  formées pour lutter contre l'Europe coalisée.

## Création et mutations
- Le 5 brumaire an VI (26 octobre 1797) le Directoire décida le rassemblement d’une nouvelle armée dans le but d'envahir la Grande-Bretagne. À la fin de décembre, cette armée n'était pas réunie, mais 40 000 hommes tirés de l'armée d'Italie, et 10 000 pris dans les armées du Rhin et de Mayence avaient l'ordre de se concentrer sur son arrondissement. Napoléon Bonaparte fut désigné comme général en chef de cette armée, et, en l'attendant, le général Desaix, commandant par intérim, était à Paris.
- Par arrêté du 14 janvier 1800 (24 nivôse an VIII), mis à exécution le 17 janvier, elle prit la dénomination d'armée de l'Ouest

## Commandants en chef
- du 26 octobre 1797 au 12 avril 1798 : général Bonaparte. L'armée n'étant pas réunie, Bonaparte conserve son quartier général à Paris.
- du 26 octobre 1797 au 27 mars 1798, provisoirement le général Desaix
- du 27 mars au 7 octobre 1798, provisoirement jusqu'au départ de l'armée d'Orient (19 mai), puis directement : général Kilmaine, qui continue à résider à Paris. Puis les troupes commençant à arriver, l'état-major s'organise à Rouen.
- du 8 octobre au 1er novembre 1798 : général Moulin, en l'absence de Kilmaine
- du 2 novembre 1798  au 2 janvier 1799 : général Kilmaine
- du 2 janvier au 22 juin 1799, provisoirement : général Moulin
- du 23 juin au 19 juillet 1799, par intérim : général Dembarrère
- du 20 juillet au 14 novembre 1799, provisoirement : général Michaud
- du 15 novembre 1799 au 16 janvier 1800 : général Hédouville

## Arrondissement
- À sa création, son arrondissement consiste en une zone de 10 lieues de large tout le long des côtes, de Brest à Ostende, en comprenant une partie des 13e, 14e, 15e, 16e et 24e divisions militaires.
- À partir du 25 décembre 1798, les divisions territoriales sont ôtées de cet arrondissement, et rentrent sous les ordres immédiats des généraux commandant les divisions territoriales. Le quartier général est en conséquence transporté de Rouen à Rennes, et cette armée a alors pour mission de réprimer l'insurrection qui commençait à renaître dans les départements de l'Ouest.

## Campagnes
Destinée à envahir l'Angleterre, cette armée fut en fait chargée de combattre la chouannerie en 1799. C'est pourquoi elle prit en 1800 le nom d'armée de l'Ouest.

## Sources
- Charles Clerget, Tableaux des armées françaises pendant les guerres de la Révolution, sous la direction de la section historique de l'état-major de l'armée, librairie militaire R. Chapelot, Paris, 1905.
- Jean Tulard, Jean-François Fayard et Alfred Fierro, Histoire et dictionnaire de la Révolution française. 1789–1799, Paris, éd. Robert Laffont, coll. « Bouquins », 1987, 1998 [détail des éditions] (ISBN 978-2-221-08850-0)